# Busano
Busano (piemontiul Busan) egy község (comune) Piemontban, Torino megyében. Lakosainak száma 1595 fő (2023. január 1.).

## Történelem
1948-ig Rivara része volt. 1960-ban a városháza összedőlt, amely számos okirat pusztulásával járt.

## Látnivalók
- 1119-ben alapítottak itt egy női rendházat, amelynek maradványai még most is láthatók.
- San Tommaso templom (1500)
- SS.Trinitá templom (1700)
- S.Rocco templom

## Népesség
| Lakosok száma | 1658 | 1642 | 1637 | 1595 |
|               | 2017 | 2018 | 2019 | 2023 |

## Fordítás
- Ez a szócikk részben vagy egészben  a   Busano című olasz Wikipédia-szócikk fordításán alapul.  Az eredeti cikk szerkesztőit annak laptörténete sorolja fel. Ez a jelzés csupán a megfogalmazás eredetét és a szerzői jogokat jelzi, nem szolgál a cikkben szereplő információk forrásmegjelöléseként.